# Desa Lulundilu
Desa Lulundilu är en administrativ by i Indonesien.   Den ligger i provinsen Nusa Tenggara Timur, i den södra delen av landet, 1 600 km öster om huvudstaden Jakarta. Desa Lulundilu ligger på ön Pulau Sumba.